# Kitsat–1
Kitsat–1 (Korea Institute of Technology Satellite) dél-koreai kísérleti távközlési műhold. Ez volt az első dél-koreai űreszköz.

## Jellemzői
Feladata a rádióamatőrök tevékenységének segítése.

## Küldetés
Gyártotta a Surrey Satellite Technology Ltd. (SSTL) (angol), az építésben közreműködött a dél-koreai Advanced Institute of Science and Technology (KAIST), üzemeltette a Satellite Technology Research Center (SaTReC). Dél-Korea a 22. ország, aki műholdat üzemeltet. Társműholdak: Topex-Poseidon (amerikai/francia); S80/T (francia).
Megnevezései: Kitsat–A; Uribyol 1 (Naše Slunce – a csillag); Oscar 23 (Orbiting Satellite Carrying Amateur Radio); KO-23 (Korea Oscar); COSPAR: 1992-052B; SATCAT kódja: 22077.
1992. augusztus 10-én a Guyana Űrközpontból ELA2 (LC–Launch Complex) jelű indítóállványról egy Ariane 42P V52 hordozórakéta juttatta alacsony Föld körüli pályára. A műhold keringési ideje 111,96 perc, a pályasík inklinációja 66,08°, az elliptikus pálya perigeuma 1304 km, az apogeuma 1329 km volt.
Orientációját a Föld gravitációs mezőjéhez igazították, pontossága 5°. Téglatest alakú, méretei 35,2×35,6×67 cm, tömege 50 kg. A telemetriai rendszere egy 6 méteres antennával rendelkezett. A műhold felületét napelemek borítják, melyek elektromos teljesítménye 30 W, éjszakai (földárnyék) energia ellátását újratölthető kémiai akkumulátorok biztosították. Műszerezettsége: kommunikációk segítése (vétel/adás), kettő érzékeny CCD kamera a Föld fényképezésére, digitális jelfeldolgozó és kozmikus sugárzás detektorok.